# Момичето с хармоничката
„Момичето с хармоничката“ е български игрално-телевизионен филм(историко-революционна драма) от 1976 година на режисьорите Неделчо Чернев и Пеньо Байрамов, по сценарий на Иван Славков и Никола Статков. Оператор е Димо Коларов. Музиката във филма е композирана от Атанас Бояджиев и Петър Ступел. Художник Елена Денякова..

## Актьорски състав
| Изпълнител        | Роля                                            |
| ----------------- | ----------------------------------------------- |
| Елена Димитрова   | Катя, партизанка                                |
| Стоян Гъдев       | бай Нико, партизанин                            |
| Сотир Майноловски | „Гарибалди“, партизанин                         |
| Кристиян Фоков    | „Маршала“, партизанин                           |
| Антон Карастоянов | ятакът Гераско (Гераската), водач на Джамбазина |
| Георги Калоянчев  | Джамбазина, богатия търговец                    |
| Иван Терзиев      |                                                 |